# 柴雷
柴雷（1989年4月12日—），内蒙古人，中国足球运动员，司职后卫。

## 球员生涯
柴雷早年进入武汉光谷梯队。2008年中超联赛，武汉光谷不满足协处罚而罢赛，随后被中国足协取消注册资格，俱乐部解散。以武汉光谷U19梯队为班底成立的湖北绿茵队征战了2009年中国足球乙级联赛，柴雷和队友们成功冲入甲级。
2011年，湖北绿茵俱乐部被湖北中博收购，但由于当时已经很难再获得比赛机会，柴雷选择告别球队。后加盟业余俱乐部武汉宏兴，并在俱乐部担当主力。
2016年由于在足协杯武汉宏兴主场对阵江苏苏宁的比赛中参与斗殴，柴雷被球队开除，随后更被中国足协处以终身禁赛的处罚。